# RIZIN.39
湘南美容クリニック presents RIZIN.39（ショウナンビヨウクリニック・プレゼンツ・ライジン・サーティーナイン）は、日本の総合格闘技団体「RIZIN」の大会の一つ。
2022年10月23日に福岡県福岡市マリンメッセ福岡A館で開催された。

## 概要
RIZIN.10以来の約4年半振りの福岡大会。メインイベントでは牛久絢太郎とクレベル・コイケのRIZINフェザー級タイトルマッチが行われ、挑戦者のクレベルが2Rに三角絞めを極めて王座獲得に成功した。PPVについては、スカパー!などの従来のサービスに加え、新たにParaviでも生中継が行われた。

## 対戦カード
第1試合 キックボクシングルール 63.0kg契約ワンマッチ 3分3R
○  REITO BRAVELY vs.  関幸一郎 ×
1R 0:34 TKO（レフェリーストップ）
第2試合 キックボクシングルール 57.5kg契約ワンマッチ 3分3R
○  栗秋祥梧 vs.  翔 ×
2R 1:42 TKO（レフェリーストップ）
第3試合 MMAルール 61.0kg契約ワンマッチ 5分3R
○  手塚基伸 vs.  メイマン・マメドフ ×
1R 4:33 TKO（グラウンドパンチ）
第4試合 MMAルール 66.0kg契約ワンマッチ 5分3R
○  中原由貴 vs.  原口央 ×
1R 2:37 TKO（グラウンドでのキック）
第5試合 MMAルール 66.0kg契約ワンマッチ 5分3R
○  芦田崇宏 vs.  中田大貴 ×
3R終了 判定3-0
第6試合 キックボクシングルール 61.0kg契約ワンマッチ 3分3R（肘有り）
○  梅野源治 vs.  トレント・ガーダム ×
1R 0:21 TKO（左カーフキック）
第7試合 MMAルール 77.0kg契約ワンマッチ 5分3R
○  阿部大治 vs.  田村ヒビキ ×
3R終了 判定3-0
第8試合 MMAルール 75.0kg契約ワンマッチ 5分3R
×  佐々木信治 vs.  宇佐美正パトリック ○
3R 2:33 TKO（パウンドアウト）
第9試合 MMAルール 71.0kg契約ワンマッチ 5分3R
○  武田光司 vs.  ザック・ゼイン ×
1R 3:35 アームバー
第10試合 MMAルール 71.0kg契約ワンマッチ 5分3R
○  矢地祐介 vs.  ボイド・アレン ×
3R終了 判定3-0
第11試合 MMAルール 120.0kg契約ワンマッチ 5分3R
○  スダリオ剛 vs.   ヤノス・チューカス ×
2R 0:30 TKO（グラウンドでの膝蹴り）
第12試合 MMAルール 66.0kg契約 5分3R
RIZINフェザー級タイトルマッチ
×  牛久絢太郎 vs.  クレベル・コイケ ○
2R 1:29 三角絞め
※クレベルが王座獲得に成功。第3代フェザー級王者となった。

### カード変更
負傷などによるカード変更は以下の通り。
・ヴガール・ケラモフ vs. 中原由貴→ケラモフが椎間板ヘルニアを発症したため、 原口央が代役出場。